# Juan Manuel Molina

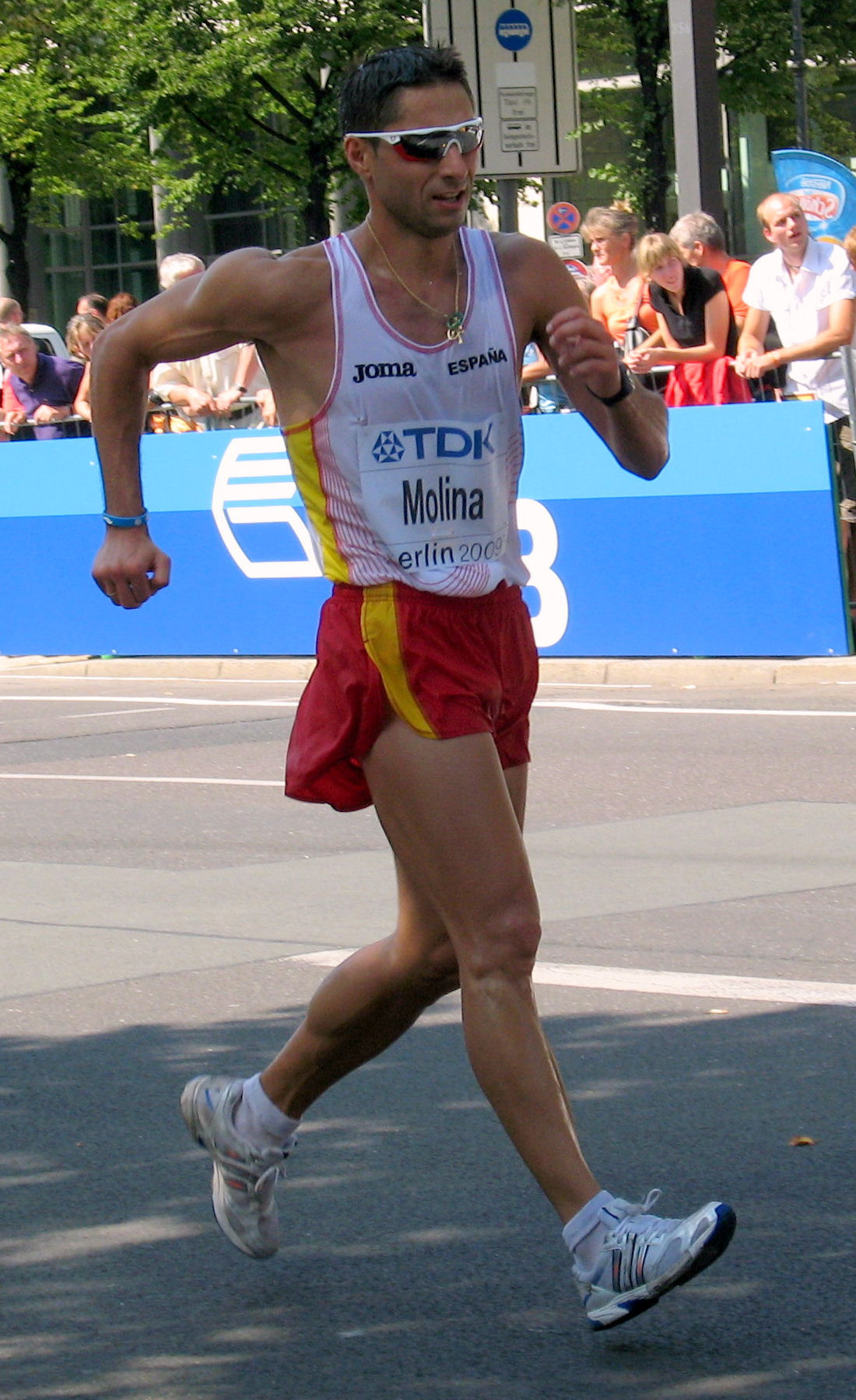
Juan Manuel Molina (2009)

Juan Manuel Molina (* 15. März 1979 in Cieza) ist ein spanischer Geher.
Der Vierte bei den Junioren-Weltmeisterschaften 1998 gewann bei den Europameisterschaften 2002 in München die Bronzemedaille im 20-km-Gehen und wurde bei den Olympischen Spielen 2004 Fünfter über dieselbe Distanz.
2005 errang er Bronze bei den Weltmeisterschaften in Helsinki und siegte bei der Universiade, jeweils über 20 km.
Molina ist 1,70 Meter groß und wiegt 65 Kilogramm.

## Persönliche Bestleistungen
- 5000 m: 18:54,03 min, 30. Juni 2007, Gavà
- 10.000 m: 39:30,36 min, 28. Mai 2004, Riga
- 10 km Gehen: 38:46 min, 4. März 2006, Madrid
- 20.000 m: 1:22:31,8 h, 4. September 2001, Brisbane
- 20 km Gehen: 1:19:19 h, 10. Mai 2008, Tscheboksary
- 50 km Gehen: 3:55:12 h, 19. Februar 2006, León